# Resolució 2699 del Consell de Seguretat de les Nacions Unides
La Resolució 2699 del Consell de Seguretat de les Nacions Unides, aprovada el 2 d'octubre de 2023, va autoritzar una missió de seguretat dirigida per Kenya a Haití. La missió va ser a resposta de la petició del primer ministre d'Haití, Ariel Henry, que va enviar a l'ONU un any abans, el 7 d'octubre de 2022, per fer front a la crisi i la guerra de bandes que pateix el país. La resolució també va estendre un embargament d'armes anterior.
La resolució va ser redactada pels Estats Units i l'Equador. 13 membres van votar a favor, amb l'abstenció de Rússia i la República Popular de la Xina.
En el mateix dia d'aprovació de la resolució, Kenya, Jamaica, les Bahames, i Antigua i Barbuda van acordar l'enviament de tropes, mentre que els Estats Units van oferir un màxim de 200 milions de dòlars.